# Razor & Tie
Razor and Tie, stylisé Razor & Tie, est un label discographique américain, actif de 1990 à 2018. Il est fondé en 1990 par Craig Balsam et Cliff Chenfeld. Basé à New York (sans compter les bureaux à Los Angeles et Nashville), Razor and Tie est distribué par Universal Music Group.
La société Concord acquiert entièrement Razor & Tie le 17 janvier 2018. En mai 2018, Razor & Tie devient une marque du label Fearless Records de Concord Music.

## Histoire
Razor and Tie se concentre initialement sur les compilations et rééditions. Faisant directement sa publicité à la télévision, le label se popularise grâce à des albums ayant pour thèmes les années 1970, 1980 et 1990, à commencer par Those Fabulous 70s en 1990. Un label parallèle est lancé en 1995 pour les nouveaux albums des groupes et artistes expérimentés ou nouveaux Dar Williams, Graham Parker et Marshall Crenshaw. Razor and Tie continue d'assoir sa popularité dans la scène rock, et, en 2016, compte en son sein des groupes comme The Pretty Reckless, Starset, All That Remains et Red Sun Rising,.
En 2001, Balsam et Chenfeld lancent Kidz Bop, une série d'albums de chansons reprises par de jeunes chanteurs. En 2016, Kids Bop compte 16 millions d'albums vendus, 22 qui ont débuté au Top 10 des classements Billboard. Les ventes de Razor and Tie dépassent au total les 45 millions d'albums physiques et numériques, singles et vidéos vendus.
Après 25 ans d'activité indépendante, Concord Bicycle Music acquiert en septembre 2015 un pourcentage « significatif » de Razor & Tie pour former Razor & Tie Enterprises, LLC. Dans le cadre de cette nouvelle entreprise, Concord Bicycle administrera Razor & Tie Music Publishing, soutiendra l'expansion de la franchise Kidz Bop et fournira d'autres ressources stratégiques. Balsam et Chenfeld restent les co-PDG de la société.
En avril 2018, RT Industries, un nouveau label créé par les fondateurs de Razor & Tie, est lancé, acquérant plus tôt les catalogues de plusieurs artistes de Warner Music Group, dont Fat Joe et Sheena Easton. Warner Music Group, désormais par le biais de la division Alternative Distribution Alliance (ADA), les commercialise en numérique.

## Groupes et artistes
- All That Remains
- Austin Plaine (Washington Square)
- Devour the Day
- DIVISIONS
- Failure Anthem
- HIM
- Holy White Hounds
- Kyng
- Magic Giant (Washington Square)
- Mount Holly
- MOTHXR (Washington Square)
- My Jerusalem (Washington Square)
- Myka Relocate
- Red Sun Rising
- Sons of Texas
- Soren Bryce (Washington Square)
- Starset
- The Low Anthem (Washington Square)
- The New Low
- The Pretty Reckless
- The Sword
- Wilson